# Entoloma coelestinum
Entoloma coelestinum (Fr.) Hesler – gatunek grzybów z rodziny dzwonkówkowatych (Entolomataceae).

## Systematyka i nazewnictwo
Pozycja w klasyfikacji według Index Fungorum: Entoloma, Entolomataceae, Agaricales, Agaricomycetidae, Agaricomycetes, Agaricomycotina, Basidiomycota, Fungi.
Po raz pierwszy gatunek ten opisał w 1838 r. Elias Fries, nadając mu nazwę Agaricus coelestinus. Obecną nazwę nadał mu Lexemuel Ray Hesler w 1967 r.
Synonimy:
- Agaricus coelestinus Fr. 1838
- Latzinaea coelestina (Fr.) Kuntze 1891
- Leptonia coelestina (Fr.) P.D. Orton 1960
- Nolanea coelestina (Fr.) Quél. 1875
- Rhodophyllus coelestinus (Fr.) Quél. 1886[2].

## Morfologia
Kapelusz
Średnica do 10 mm, początkowo stożkowaty do stożkowo-wypukłego, z wyraźną brodawką lub bez, nigdy nie wklęsły, z prostym brzegiem, nie higrafaniczny, jego blaszki nie prześwitują, ciemnoczarniawoniebieski, grubo promieniście włóknisty, w środku łuskowaty.
Blaszki
Od 6 do 8 z 0–1 międzyblaszkami, rzadkie, przyrośnięte lub wykrojone, początkowo białe, potem różowe. Ostrza całe, tej samej barwy.
Trzon
Wysokość 20–40 mm, grubość około 1 mm, cylindryczny, niemal tej samej barwy co kapelusz lub jaśniejszy, niebieski, gładki lub nieco włókienkowaty z białą, owłosioną podstawą.
Trzon 10-30 × 0,5–2 mm, cylindryczny rzadko spłaszczony, prosty lub z bulwiastą podstawą,
Miąższ
Zapach słaby, nieokreślony.
Cechy mikroskopowe
Podstawki 4-zarodnikowe, ze sprzążkami. Zarodniki 6,5–8,5 × 5,5–6 µm, Q = 1,1–1,4, w widoku z boku 5–6–kątne. Krawędź blaszek płodna. Cystyd brak. Strzępki w skórce kapelusza typu trichoderma o cylindrycznych lub lekko napęczniałych strzępkach o szerokości do 19 µm z wewnętrznym, niebieskim pigmentem. Sprzążki liczne.

## Występowanie i siedlisko
Podano występowanie Entoloma coelestinum w niektórych krajach Europy, w Ameryce Północnej i Japonii. Brak go w wykazie wielkoowocnikowych grzybów podstawkowych Polski Władysława Wojewody z 2003 r. Po raz pierwszy w Polsce jego stanowiska podano w 2005 r.
Grzyb naziemny występujący w lasach mieszanych.